# Runenstein von Bjerring

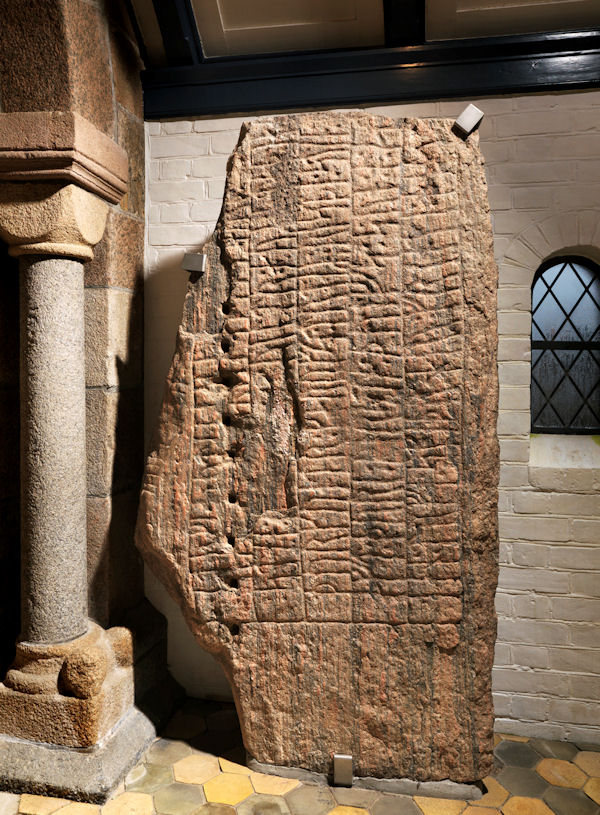
Runenstein von Bjerring

Der Runenstein von Bjerring (dänisch Bjerringsten) ist ein Runenstein (DR AUD1996;274 oder DK MJy 10), der 1996 bei Restaurierungsarbeiten in der Kirche von Bjerring in der Viborg Kommune in Jütland in Dänemark entdeckt wurde.

## Beschreibung
Der Runenstein lag mit der Inschrift nach oben unter dem Fußboden des 1889 angebauten Waffenhauses als Schwellen- und Fundamentstein für das romanische Nordportal. Bei der Bergung des Steins stellte sich heraus, dass auf der Rückseite eine Maske eingeritzt war, deren obere Hälfte (mit schwachen Spuren von roter Farbe) fehlt, da man von dem Stein einen Teil abgeschlagen hat, damit er sich einpassen ließ. Der Stein hat ein Gewicht von etwa 1,5 Tonnen.
Der Runenstein wurde im Waffenhaus der Kirche aufgestellt. Die Maske auf der Rückseite, die mit roter Farbe nachgezeichnet wurde, ist aufgrund der Nähe zur Wand schlecht zugänglich. Der Runenstein wird ans Ende des 9. Jahrhunderts datiert.
Die Inschrift befindet sich auf einer Fläche von etwa 170 × 94 cm in fünf parallelen Reihen, die von unten nach oben zu lesen sind. Dazu kommt eine kurze sechste Reihe auf der linken Kante des Steins. Die Inschrift beginnt in der mittleren Reihe und liest sich zunächst rechts weiter. Der Text setzt sich dann auf der zweiten Reihe von links fort und endet in der äußeren linken Reihe. Die Transkription lautet: Þorgunnr Karlungs/Karungs dottiR resþi sten þ[annsi](?) æft Þori, wær sin, Þolfs sun, a St... Æn Tofi Smiðr hio, frændi hans. Sten ... u-iltr/viltr(?) oR stað, æn(?) ... Ingul[fR](?) ..., die Übersetzung: Thorgun, Karlungs/Karungs Tochter errichtete [diesen] Stein nach Thore, ihrem Mann, Tholfs Sohn .. aber Tófi der Schmied, sein Verwandter ritzte den Stein. Möge der Stein … von seinem Platz … und Ingulv.

## Umgebung
Die Kirche von Bjerring liegt etwa 4,0 km von Mammen entfernt, wo 1868 im Bjerringhøj ein Kammergrab aus der Wikingerzeit (800–1050 n. Chr.) ausgegraben wurde. Die Verzierung der Funde, insbesondere einer Axt, war namengebend für den sogenannten Mammenstil. Bei einer Nachgrabung konnte 1986 anhand von Holzfunden eine dendrochronologische Bestimmung des Mammengrabes auf den Winter 970/971 vorgenommen werden, was zeitlich zum Runenstein passen könnte, dessen ursprünglicher Standort unbekannt ist.